# 柊山町
柊山町（ひいらぎやまちょう）は、愛知県大府市にある地名。現行行政地名は柊山町一丁目から柊山町八丁目。

## 地理
大府市の中央部に位置している。

### 河川
- 石ヶ瀬川

## 歴史
- 2007年（平成19年）11月10日 - 柊山町の一部を新規に設置[1]。
- 2008年（平成20年）11月1日 - 柊山町の一部に編入[1]。

## 世帯数と人口
2019年（令和元年）7月31日現在の世帯数と人口は以下の通りである。
| 町丁   | 世帯数    | 人口    |
| ------ | --------- | ------- |
| 柊山町 | 2,471世帯 | 6,521人 |

### 人口の変遷
国勢調査による人口の推移
| 2010年（平成22年） | 6,002人 | [ 6 ] |  |
| 2015年（平成27年） | 6,340人 | [ 7 ] |  |

## 学区
市立小・中学校に通う場合、学区は以下の通りとなる。
| 丁目         | 小学校                                  | 中学校                                  |
| ------------ | --------------------------------------- | --------------------------------------- |
| 柊山町一丁目 | 大府市立大府小学校 大府市立石ヶ瀬小学校 | 大府市立大府中学校 大府市立大府西中学校 |
| 柊山町二丁目 | 大府市立石ヶ瀬小学校                    | 大府市立大府西中学校                    |
| 柊山町三丁目 | 大府市立石ヶ瀬小学校                    | 大府市立大府西中学校                    |
| 柊山町四丁目 | 大府市立石ヶ瀬小学校                    | 大府市立大府西中学校                    |
| 柊山町五丁目 | 大府市立石ヶ瀬小学校                    | 大府市立大府西中学校                    |
| 柊山町六丁目 | 大府市立石ヶ瀬小学校                    | 大府市立大府西中学校                    |
| 柊山町七丁目 | 大府市立石ヶ瀬小学校 大府市立共長小学校 | 大府市立大府西中学校                    |
| 柊山町八丁目 | 大府市立石ヶ瀬小学校                    | 大府市立大府西中学校                    |

## 施設
- おおぶ文化交流の杜
- リソラ大府ショッピングテラス
- ケーズデンキ 大府店
- DCM 大府店
- 大府柊山郵便局
- アペックス本社

## その他

### 日本郵便
- 郵便番号 : 474-0053[4]（集配局：大府郵便局[10]）。